# Navolato
Navolato is een stad in de Mexicaanse deelstaat Sinaloa. Navolato heeft 28.676 inwoners (census 2005) en is de hoofdplaats van de gemeente Navolato.